# Ernesto Revé
Ernesto Revé (Cuba, 26 de febrero de 1992) es un atleta cubano especializado en la prueba de triple salto, en la que consiguió ser campeón mundial en pista cubierta en 2014.

## Carrera deportiva
En el Campeonato Mundial de Atletismo en Pista Cubierta de 2014 ganó la medalla de oro en el triple salto, con un salto de 17.33 metros, tras el ruso Lyukman Adams  (oro con 17.37 metros) y por delante de su paisano cubano Pedro Pablo Pichardo (bronce con 17.24 metros).